# Saison 1977-1978 de l'Élan sportif chalonnais
Saison 1977-1978 de l'Élan chalon en Nationale 3, avec une première place.

## Effectifs
| Nationalité | Joueur                 | Taille |
| ----------- | ---------------------- | ------ |
|             | Dominique Juillot      | 1,78 m |
|             | Alain Deborde          | 1,81 m |
|             | Jean-François Chaumard | 1,80 m |
|             | Patrick Martin         | 1,85 m |
|             | Philippe Klewinski     | 1,86 m |
|             | Éric Minard            | 1,92 m |
|             | Yves Duvernois         | 1,91 m |
|             | Albert Jolo            | 2,00 m |
|             | Gregor Korcz           | 1,94 m |
|             | Jerry Cluckey          | 2,05 m |

- Entraineur :  Stephan Szczecinski

## Matchs

### Matchs amicaux
Avant saison
- Chalon-sur-Saône / CRO Lyon (N2) : 75-76[1]
- Chalon-sur-Saône / Grenoble (N2) : 72-62 (Challenge Patrick Demont)[2]
- Chalon-sur-Saône / Vichy (N2) : 85-91 (Challenge Patrick Demont)[2]

### Championnat

#### Matchs aller
- Chalon-sur-Saône / Châteaudun : 85-56[3]
- Challes-les-Eaux / Chalon-sur-Saône : 75-103[3]
- Chalon-sur-Saône / Sochaux : 113-78[4]
- Annemasse / Chalon-sur-Saône : 71-87[5]
- Chalon-sur-Saône / Dadolle Dijon : 96-83[6]
- Chalon-sur-Saône / ASU Lyon : 109-77[7]
- exempt
- Chalon-sur-Saône / Montferrand : 100-85[8]
- Oullins / Chalon-sur-Saône : 80-82[9]
- Gueugnon / Chalon-sur-Saône : 68-68[10]
- Chalon-sur-Saône / Cournon : 84-73[10]

#### Matchs retour
- Châteaudun / Chalon-sur-Saône : 78-78[11]
- Chalon-sur-Saône / Challes : 107-71[12]
- Sochaux / Chalon-sur-Saône : 59-117[13]
- Chalon-sur-Saône / Annemasse : 113-81[14]
- Dadolle Dijon / Chalon-sur-Saône : 77-86[15]
- ASU Lyon / Chalon-sur-Saône : 79-100[16]
- exempt
- Montferrand / Chalon-sur-Saône : 72-73[17]
- Chalon-sur-Saône / Oullins : 110-79[18]
- Chalon-sur-Saône / Gueugnon : 123-103[19]
- Cournon / Chalon-sur-Saône : 89-106[20]

Extrait du classement de Nationale 3 (Poule H) 1977-1978